# Sévérac-l’Église
Sévérac-l’Église – miejscowość i dawna gmina we Francji, w regionie Oksytania, w departamencie Aveyron. W dniu 1 stycznia 2016 roku z połączenia dwóch ówczesnych gmin – Laissac oraz Sévérac-l’Église – powstała nowa gmina Laissac-Sévérac l’Église. Siedzibą gminy została miejscowość Laisac. W 2013 roku populacja Sévérac-l’Église wynosiła 1699 mieszkańców.

## Zabytki
Zabytki posiadające status monument historique:
- Dolmen des Cayroules 1